# Grundschule Adolph Diesterweg (Bernburg)

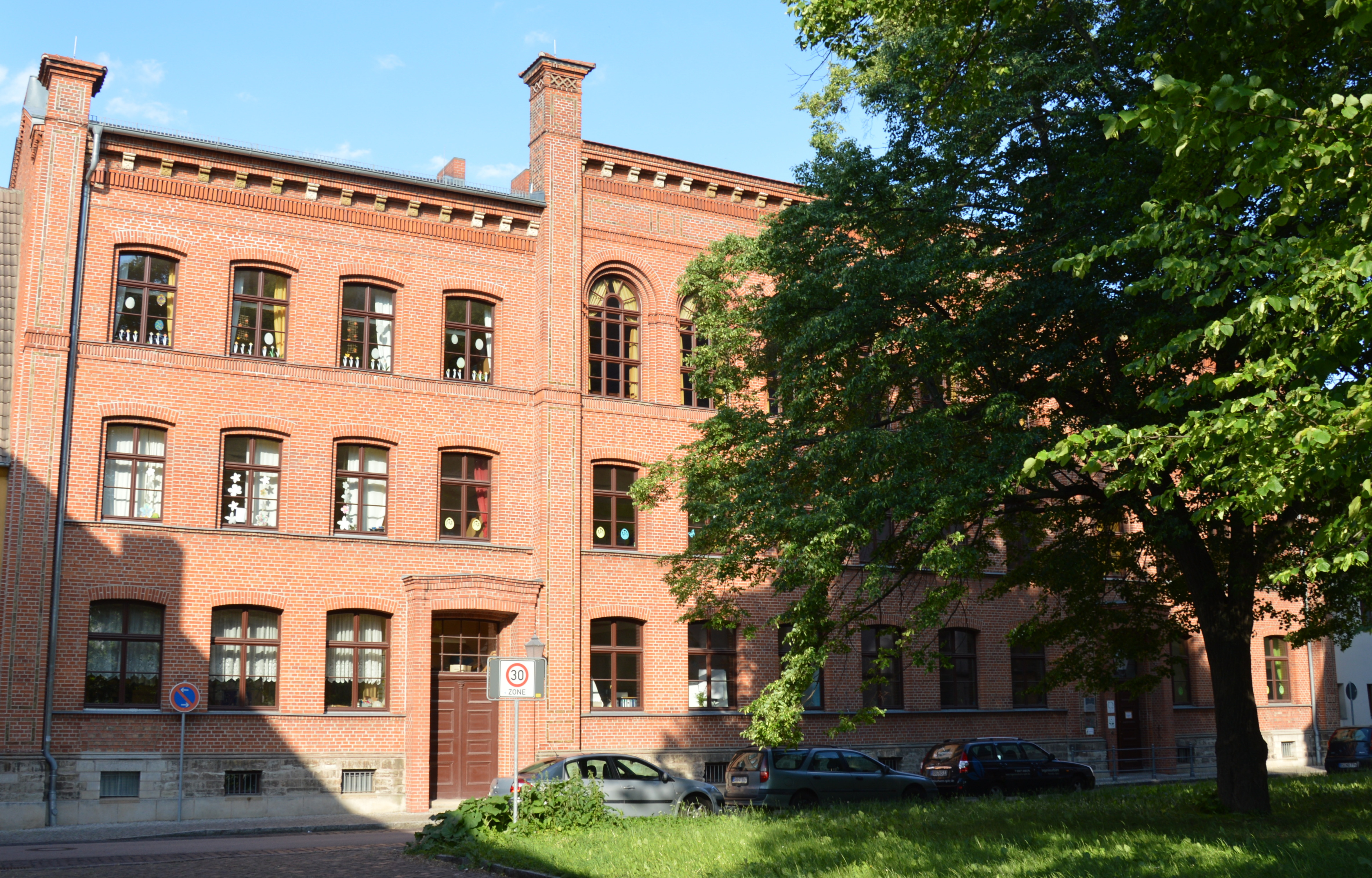
Grundschule Adolph Diesterweg

Die Grundschule Adolph Diesterweg ist eine Grundschule in Bernburg in Sachsen-Anhalt. Das Schulgebäude steht unter Denkmalschutz.

## Lage
Sie befindet sich in der Bernburger Talstadt auf der Ostseite der Straße Altstädter Kirchhof an der Adresse Altstädter Kirchhof 1, 2 in unmittelbarer Nähe der Marienkirche. Nördlich grenzt das gleichfalls denkmalgeschützte Haus Altstädter Kirchhof 3 an.

## Architektur und Geschichte
Das dreigeschossige Schulgebäude wurde in der Zeit um 1880 errichtet. Andere Angaben nennen als Bauzeit die Jahre 1862/63. Zuvor befand sich an dieser Stelle eine Lateinschule. Der risalitartige Mittelteil des repräsentativ gestalteten Klinkerbaus ist etwas überhöht und wird an den Seiten von turmartigen Aufsätzen bekrönt. Die Fassade verfügt über 14 Achsen, wobei sechs auf den Mittelrisaliten entfallen.
Die Schule wurde als Volksschule, später als Mittelschule und in der Zeit der DDR als Polytechnische Oberschule genutzt. Seit 1991 wird sie als Grundschule betrieben. Von 2004 bis 2006 erfolgte eine Sanierung des Gebäudes und der Freiflächen. Die Schule ist heute nach dem deutschen Pädagogen Adolph Diesterweg benannt. Sie wird zweizügig geführt und von etwa 160 Kindern besucht (Stand 2016/17). Der Schuleinzugsbereich umfasst die Bernburger Talstadt, Strenzfeld und Aderstedt. Es unterrichten acht Lehrer, ein Förderlehrer, drei pädagogische Mitarbeiter und zwei Vertretungslehrer. Neben acht Klassenräumen bestehen eine Aula, eine Turnhalle, eine Bibliothek, ein Werkraum, ein Computerkabinett, ein Speiseraum sowie mehrere weitere Räume.
Die Schule wurde mehrfach als Umweltschule ausgezeichnet.
Im Denkmalverzeichnis für die Stadt Bernburg ist die Schule unter der Erfassungsnummer 094 60104 als Baudenkmal eingetragen.